# سیارک ۱۵۶۹۵
سیارک ۱۵۶۹۵ (به انگلیسی: 15695 Fedorshpig، نامگذاری:1985RJ5) پانزده هزار و ششصد و نود و پنجمین سیارک کشف شده‌است که در ۱۱ سپتامبر ۱۹۸۵ کشف شد.
قدر مطلق سیارک برابر ۱۵.۵ است.